# الجزيرة المنبسطة
الجزيرة المنبسطة أو الواطية هي إحدى الجزر الصغيرة التي تقع قبالة الساحل الشمالي للبلاد التونسية. وهي امتداد لرأس سيدي علي المكي، تبعد عنه بـ 4 كم. وتبعد بخمسة كيلومترات عن الرفراف. وهي تابعة إلى ولاية بنزرت. سميت بالمنبسطة أو الواطية (كلمة عامية تونسية معناها المنخفضة) لأنها عبارة عن هضبة مسطحة ترتفع بثمانية أمتار فقط على سطح البحر، وبها ناظور يبلغ ارتفاعه 11 مترا.
| بنزرت بحيرة بنزرت بحيرة غار الملح جزيرة قمنارية الجزيرة المنبسطة جزر القاني |